# Kasteelgroeve (Valkenburg)

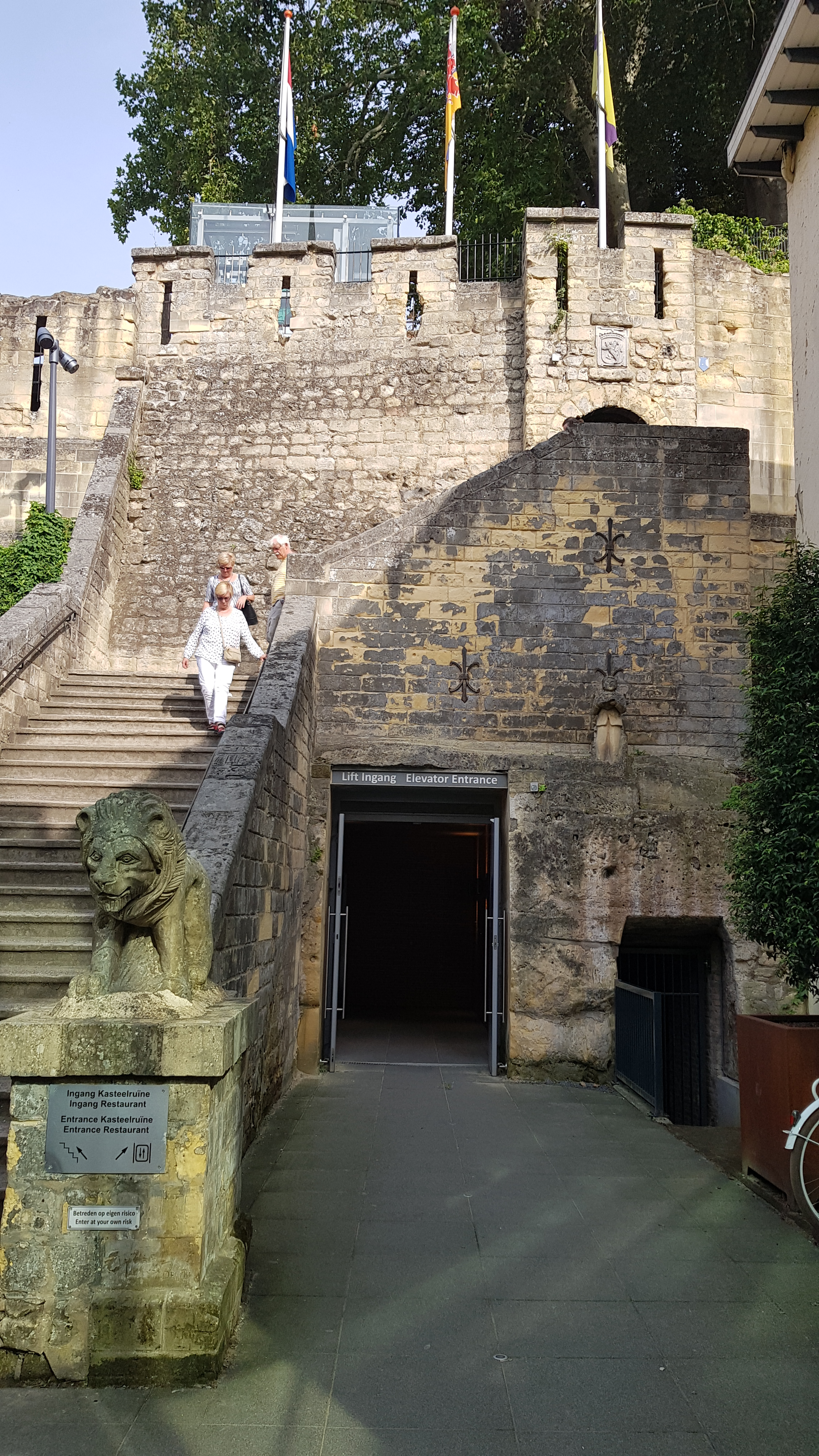
ingang aan de noordwestzijde

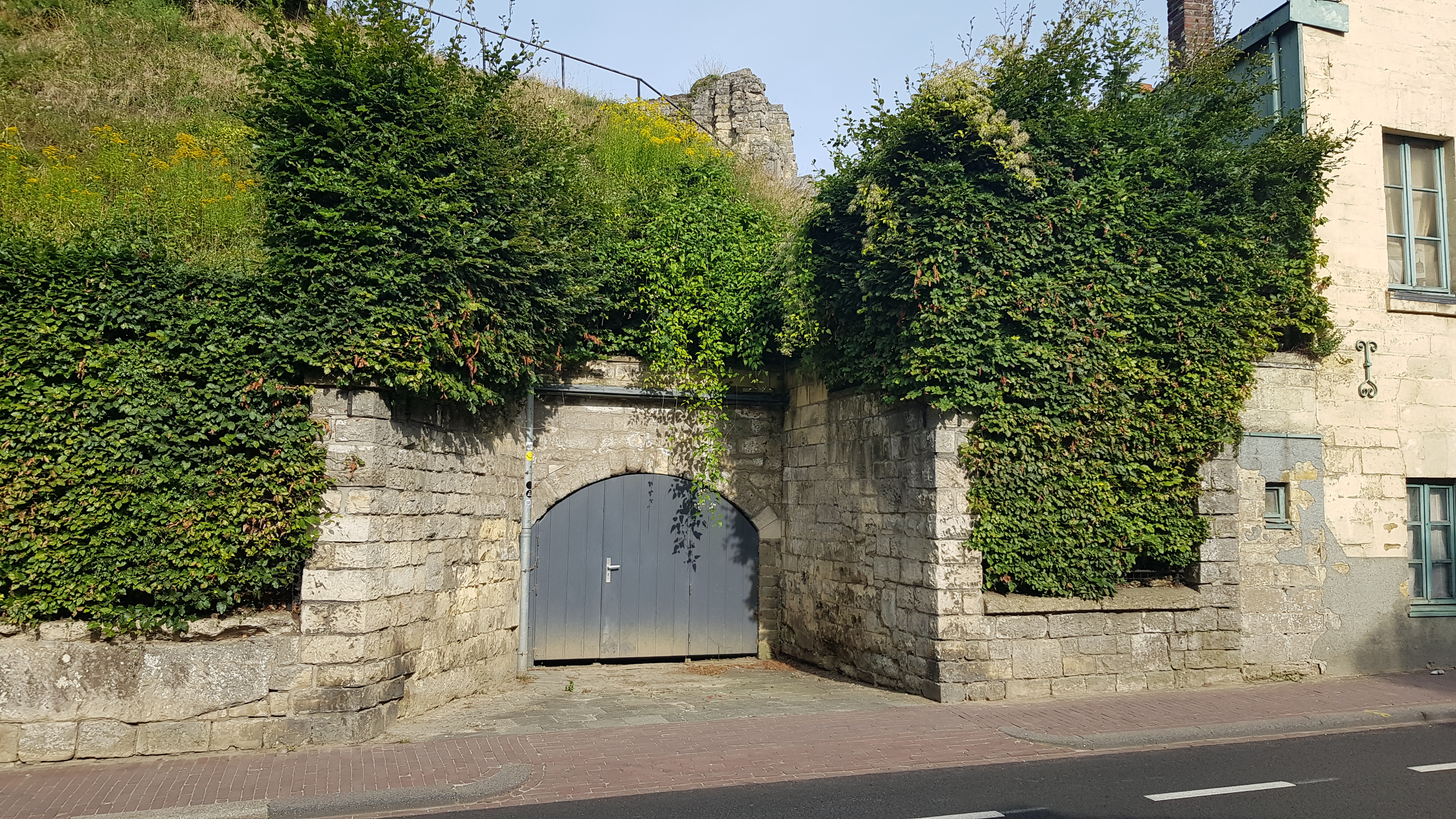
ingang aan de zuidwestzijde

De Kasteelgroeve of Groeve onder de Ruïne is een Limburgse mergelgroeve in de Nederlandse gemeente Valkenburg aan de Geul in Zuid-Limburg. De ondergrondse groeve ligt in Valkenburg aan het begin van de Daalhemerweg onder de kasteelruïne van het Kasteel Valkenburg. De Kasteelgroeve ligt onder een noordelijke uitloper van de Heunsberg op de noordelijke rand van het Plateau van Margraten in de overgang naar het Geuldal.
Ten zuidoosten ligt de Wilhelminagroeve, ten zuiden ligt de Fluweelengrot, ten zuidwesten de Kerkhofsgroeve en ten noordwesten ligt de Gemeentegrot.

## Geschiedenis
In de middeleeuwen werden er vanuit het kasteel van Valkenburg verschillende vluchtgangen aangelegd.
In de 18e en tot na 1900 werd er onder het kasteel kalksteen gewonnen door blokbrekers.

## Groeve
De vluchtgangen onder het kasteel hebben afmetingen van 190 centimeter hoog en een meter breed. Hun totale oppervlakte bedraagt ongeveer 574 vierkante meter met een ganglengte van ongeveer 116 meter. De hoofdzakelijk 19e-eeuwse groeve heeft een oppervlakte van ongeveer 3914 vierkante meter en een ganglengte van ongeveer 423 meter.
De Kasteelgroeve heeft een verbinding met de Fluweelengroeve.
De beheerder van de groeve is de Stichting Kasteel van Valkenburg. In 2017 werd de groeve op veiligheid onderzocht en werd deze goedgekeurd.